# バーノン・デービス
バーノン・デービス（Vernon Davis, 1984年1月31日 - ）は、ワシントンD.C.出身の元アメリカンフットボール選手である。ポジションはタイトエンド。愛称は父親に似ているためその名を取ってデューク。大学時代はチームメートにサイボーグと呼ばれた。弟のボンテ・デービスもインディアナポリス・コルツに所属している。

## 経歴

### プロ入りまで
高校時代はフットボールの他にバスケットボールや陸上競技を行った 。フットボールでは主にタイトエンド、セイフティとして起用されたがワイドレシーバーやキックリターナー、ラインバッカー、ディフェンスエンドなど様々なポジションでプレーした。2年次には35回のキャッチで385ヤードを獲得、3年次には21回のキャッチで511ヤードを獲得し5タッチダウンをあげたが足を骨折し3試合に欠場した。キックオフリターン、パントリターンでもそれぞれ2タッチダウンをあげた。全米の高校生のオールスターゲームである「U.S. Army All-American Bowl」にも出場を果たした。彼は多くのメディアによって高く評価されESPNはタイトエンドとして全米3位、USAトゥデイはオールUSAのセカンドチームに、ワシントン・ポストはファーストチームに彼を選んだ。
メリーランド大学に進学した彼は 1年次の2003年から全13試合に出場し5回のキャッチで87ヤードを稼ぐと共にキックオフの際のスペシャルチームにも起用され8回のソロタックルを決めた。
2年次の2004年にはノーザンイリノイ大学、デューク大学、ジョージア工科大学、クレムゾン大学、バージニア工科大学、ウェイクフォレスト大学戦で先発ハーフバックとして起用された。彼はチームで2番目の27回のキャッチで441ヤード（平均16.3ヤード）、3タッチダウンをあげた。
3年時の2005年に全試合で先発出場し、チームトップの51回のキャッチで871ヤード（平均17.1ヤード）を獲得、6TDをあげると共にブロックでもしっかり仕事を果たし、オールアメリカン及びアトランティックコースト・カンファレンスのファーストチームに選ばれた。彼は全米トップのタイトエンドに贈られるジョン・マッキー賞の最終選考に残った。
彼が3年間で残した数字は83回のキャッチで1371ヤードを獲得し、パスキャッチ1回あたり平均16.5ヤードを獲得したがこれはそれまでにNFLのドラフト1巡目で指名されたトニー・ゴンザレス、ジェレミー・ショッキー、カイル・ブレイディ、ケレン・ウィンスロー2世などの記録より優れていた。
大学4年には進まずに2006年のNFLドラフトの1巡6位でサンフランシスコ・フォーティナイナーズに指名を受けて、当時タイトエンドとしては史上最高額の5年間2300万ドルの契約を結び入団した。彼のドラフトでの指名順位、全体での6位は1957年のロン・クレイマーの全体4位、マイク・ディトカとライリー・オドムスの全体5位に次ぎ、タンパベイ・バッカニアーズのケレン・ウィンスロー2世と並んで歴代3位タイとなっている。
ドラフト前に行われたドラフトコンバインでは40ヤード走で4秒38、ベンチプレス225ポンド（102kg）で33レップ、垂直跳びで107cmなど 走力、俊敏性、捕球能力などの項目でトップクラスのランニングバックあるいはワイドレシーバーに見劣りしない成績を残した。これまでタイトエンドで最も良い数字を出したと見られるベンジャミン・ワトソンの4秒42を上回っていた。大学時代の実績もさることながら、このドラフトコンバインでの成績がタイトエンドとしては非常に高位でドラフト指名を受けた理由と考えられている。

### サンフランシスコ・フォーティナイナーズ
2006年9月10日のアリゾナ・カージナルス戦で先発出場を果たしプロ入り初のレシーブは31ヤードのタッチダウンとなった。9月24日のフィラデルフィア・イーグルスで腓骨骨折して6試合に欠場したが 11月19日のシアトル・シーホークス戦で復帰、12月10日のグリーンベイ・パッカーズ戦ではショートパスをキャッチした後のラン・アフターキャッチで自己最高の52ヤードのタッチダウンをあげた。10試合の出場で20回のキャッチ、265ヤードを獲得、3タッチダウンをあげた。
2007年の第3週、ピッツバーグ・スティーラーズ戦でアレックス・スミスのパスをキャッチしようとした際に右ひざを負傷して続く2試合に欠場した。2年目のシーズン彼は52回のキャッチで509ヤードを獲得、4タッチダウンをあげた。
2008年のシアトル・シーホークス戦、第3Qにパスキャッチした後、相手セイフティのブライアン・ラッセルをフェイスマスクで小突いた。このプレーは15ヤードの反則となり、マイク・シングレタリーコーチはベンチを飛び出し彼をロッカールームに連れて行きこの試合から外した。この年彼は16戦全試合に先発出場し31回のキャッチで358ヤードを獲得、2タッチダウンをあげた。
2009年シーズン、マイク・シングレタリーヘッドコーチからオフェンスのキャプテンに指名された。この年78回のキャッチで965ヤードを獲得、13タッチダウンをあげてプロボウルにも選出された。

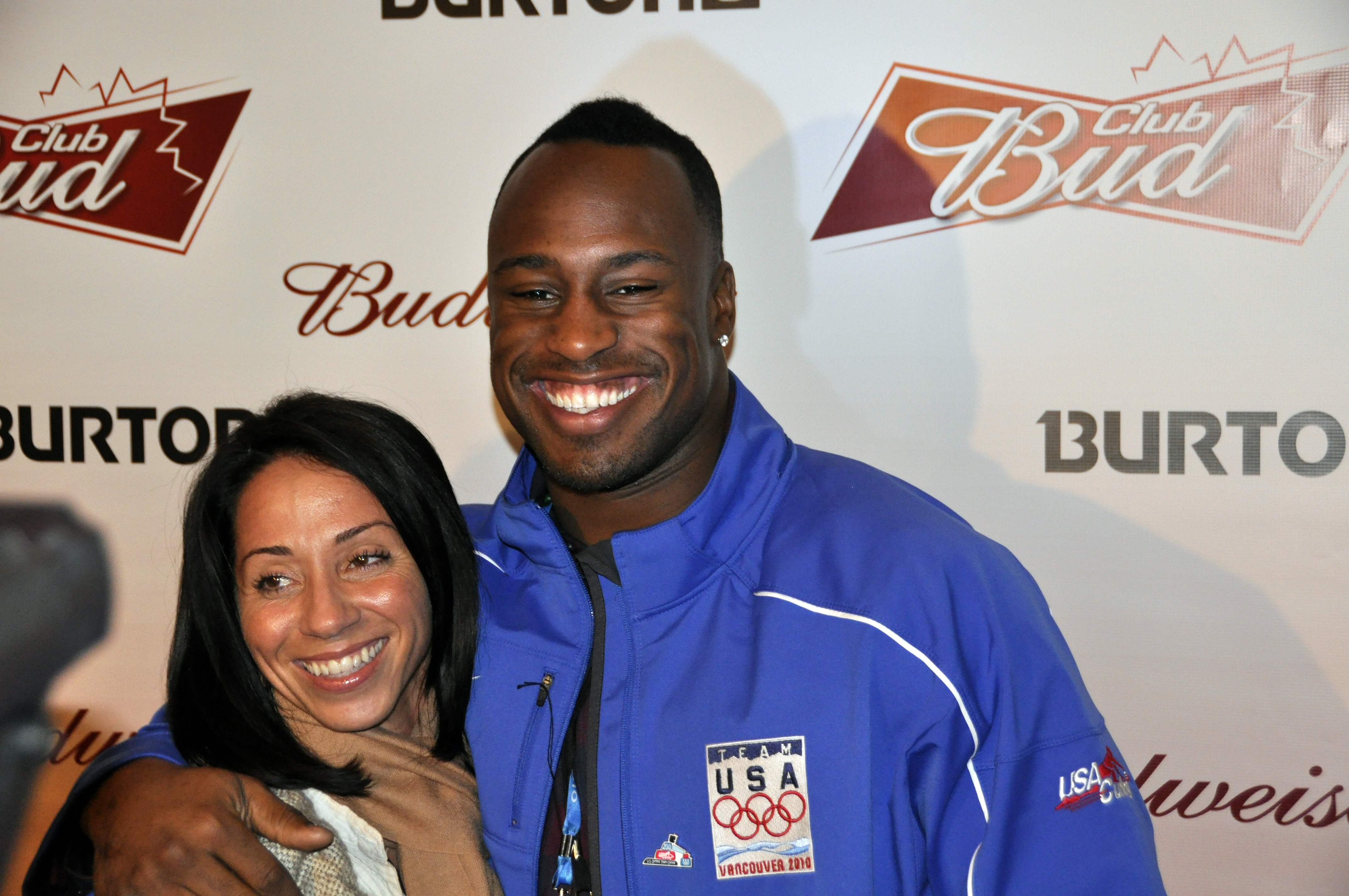
2010年バンクーバーオリンピックのカーリング競技の男子代表名誉キャプテンになったデービス

2010年2月に行われたバンクーバーオリンピックカーリング競技で男子アメリカ代表の名誉キャプテンに就任した。3月には同じくプロボウルに選ばれたジョー・トーマス、マリオ・ウィリアムス、ジェイソン・ウィッテンと共にアフガニスタンのアメリカ軍基地の慰問ツアーに参加した。この年7月、NFLネットワークのチャールズ・デービスによって現役TEベスト5に選ばれた。シーズン開幕戦直前にチームと契約延長を果たしアントニオ・ゲイツを上回るTEとしては史上最高額の契約を結んだ。この年チームトップの913ヤード、7TDをあげた。平均16.3ヤード獲得はこの年のNFLのタイトエンドではトップとなった。
2011年シーズン、第5週のタンパベイ・バッカニアーズ戦では3回のキャッチで39ヤード、2TDをあげた。この年、67回のキャッチでチームトップの6TDをあげた。2012年1月14日のニューオーリンズ・セインツとのディビジョナルプレーオフでは残り40秒から47ヤードのパスレシーブ、さらに残り9秒に逆転TDパスをレシーブした。ニューヨーク・ジャイアンツとのNFCチャンピオンシップゲームでは112ヤードを獲得、2TDをあげたがチームは17-20で敗れスーパーボウル出場はならなかった。
2012年、第2週のデトロイト・ライオンズ戦では5キャッチで73ヤード、2TDの活躍を見せた。第16週のシアトル・シーホークス戦で脳震盪を起こした。
2013年、2度目のプロボウルに選出された。
2014年は、レシーブで236ヤード獲得、タッチダウンはダラス・カウボーイズとの開幕戦での2回のみに終わった。

### デンバー・ブロンコス
2015年11月2日、翌年のドラフト7巡指名権とともに、デンバー・ブロンコスの翌年のドラフト6巡、2017年のドラフト6巡指名権との交換でトレードされた。この年、ブロンコスは第50回スーパーボウルで優勝を果たした。

### ワシントン・レッドスキンズ
2015年のシーズン終了後にFAとなったが、2016年3月31日に自らの出身地であるワシントンD.C.を本拠地とするワシントン・レッドスキンズと契約した。
2016年シーズン、第6週のフィラデルフィア・イーグルス戦で、2年ぶりのタッチダウンを記録した。

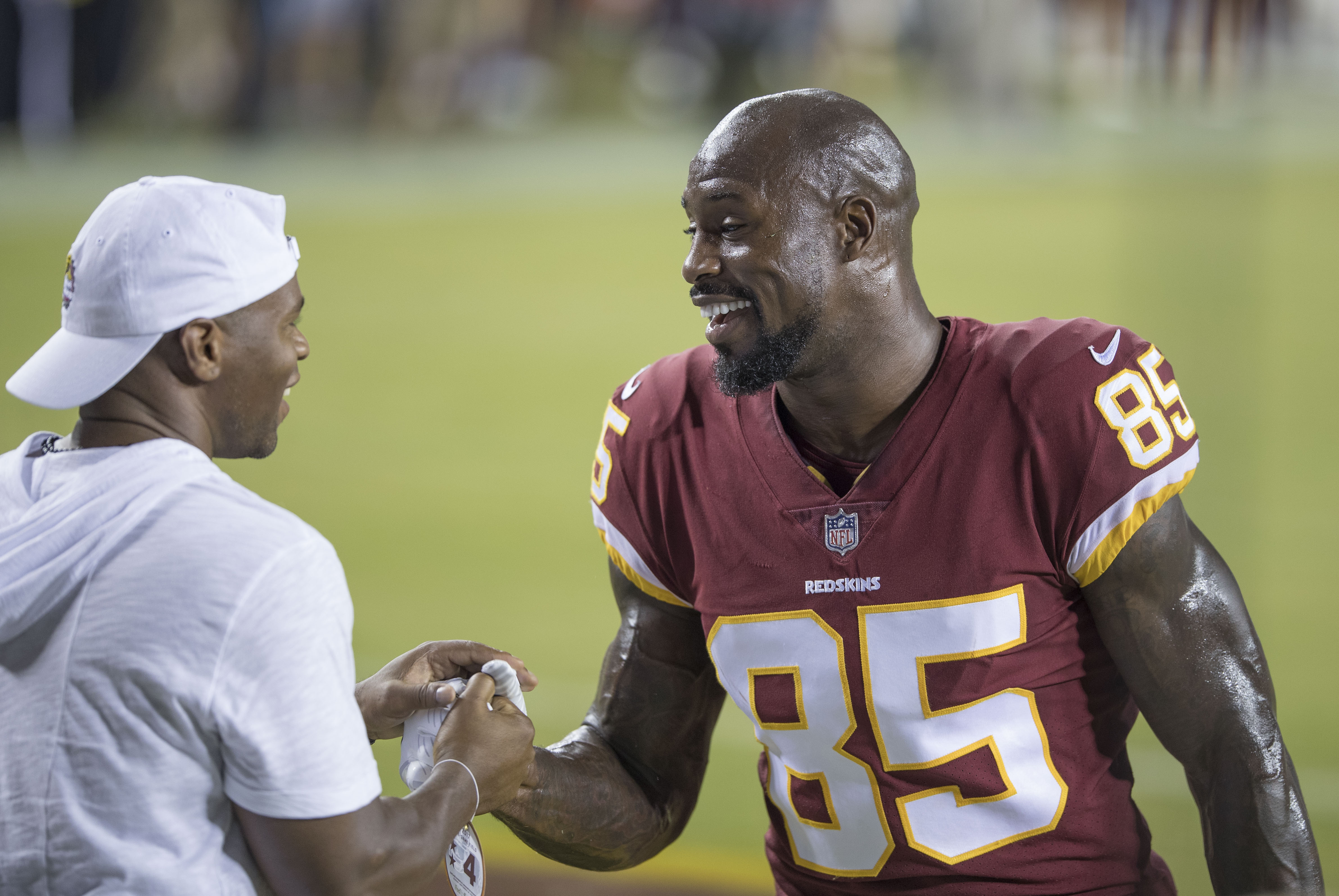
2017年のデービス (画像右)

2017年3月8日にレッドスキンズと3年契約を延長した。2017年シーズンは648ヤード獲得、3TDという成績であった。
2019年、開幕戦のイーグルス戦では4回のパスキャッチ、48ヤードのタッチダウンを含む59ヤードを獲得した。11月22日に故障者リストに登録された。
2020年2月2日、第54回スーパーボウルを中継するFOXの番組内で現役引退を発表した
。

## 人物
身長191cm体重253lb（114.8kg）で体脂肪率4％、40ヤード走4.38秒、垂直跳び107cmを記録。大学時代にベンチプレス480lb（217.7kg）、スクワット685lb（310.7㎏）、パワークリーン380lb（172.4㎏）、Strength indexで824を記録している。
身体能力では高校時代から注目を集め、高校2年時点で身長191cm体重220ポンド（99.8kg）、40ヤード走4.45秒。当時はバスケットボールや陸上競技でも活躍し、100m走10.70秒、走高跳196cmを記録してワシントンD.C.の高校生チャンピオンとなっている。